# 约翰费南迪
约翰费南迪（1941年12月9日—2023年12月26日），亦称为约翰芬南迪，马来西亚政治人物，曾经于2008年至2013年担任森美兰州芙蓉国会议员。

## 生平
1980年，退出民主行动党，并于2000年重新加入。2008年大选，代表行动党成功当选为芙蓉国会议员。2013年大选，改由陆兆福上阵芙蓉国席，退出行动党，并以独立人士身分上阵芙蓉国席。

## 逝世
2023年12月26日，约翰芬南迪逝世，终年82岁。